# Fundación Casa del Artista
La Fundación Casa del Artista fue creada el 25 de marzo de 1987 mediante el Decreto Presidencial n.º 1.500, publicado en Gaceta Oficial n.º 33.685, como resultado de la iniciativa y lucha sostenida de un numeroso grupo de artistas entre quienes se encontraban: Amador Bendayán (Fundador y Primer Presidente), Alfredo Sadel, Néstor Zavarce, Mario Suárez, Víctor Morillo, Héctor Cabrera, José Moreno (del Trío de los Jirahara), los Hermanos Aparicio, Isabelita y Rafael Ángel, entre otros.
Se encuentra ubicada en la Avenida Libertador, sector Quebrada Honda, Parroquia El Recreo, Caracas.

## Historia

### Inicios
Esta iniciativa vino a reflejar, además, un deseo largamente descrito y acariciado por el insigne César Rengifo, quien en sus textos ya hablaba acerca de la necesidad de una Casa del Artista que amparara y garantizara un espacio al que pudieran acudir todos los creadores, independientemente de su área artística.
En sus primeros dos años de existencia la Fundación fue presidida por el actor, productor y presentador de televisión Amador Bendayán, cargo que abandonaría en 1989 por motivos de salud, y poco tiempo antes de morir propone como presidenta de dicha institución a Mirla Castellanos "La Primerísima de América",   propuesta que fue aceptada por la presidencia de la República a cargo del Dr. Jaime Lusinchi, aun cuando la oficina presidencial tenía como primer nombre para desempeñar este cargo al actor Tomás Henríquez. Este cargo Castellanos lo desempeñó durante doce años a la par de su carrera artística (1989-2001), siendo ratificada en dos ocasiones por los presidentes constitucionales de Venezuela para ese entonces, Carlos Andrés Pérez y Rafael Caldera respectivamente. Luego que Castellanos dejó el cargo, asumió el liderazgo de la institución la cantante Cecilia Todd.
Debido a sus múltiples y previos compromisos adquiridos por su carrera musical, esta artista solo estaría un año frente a la institución, dando paso en el 2002 a la actriz Violeta Alemán, que ostentó el cargo hasta el 2004, año en que la Fundación Casa del Artista pasa a ser un ente adscrito al entonces Ministerio de Estado para la Cultura, hoy Ministerio del Poder Popular para la Cultura.
Alemán fue sucedida por el teatrero Carlos Silva, quien se desempeñó como presidente hasta el 2007, año en el que el entonces ministro del Poder Popular para la Cultura Francisco Sesto asumió las riendas de la Casa durante poco más de un mes, para finalmente nombrar a la actriz Lisett Torres Olmos, quien desde entonces ha estado al frente de la institución, excepto por un período de tres meses en el 2009, cuando el productor Rodolfo Porras accedió a la dirección de la organización.
En el 2008 se realizó una modificación al objeto social de la Fundación, pues según sus bases legales esta sólo se debía a la atención de los trabajadores del teatro, cine, radio y televisión de Venezuela. Con la reformulación del objeto social se abre un espacio destinado al servicio público, de referencia nacional e internacional, comprometido con el desarrollo humano, integral y sustentable de las y los artistas, creadoras, creadores, cultoras y cultores de toda Venezuela, que les garantiza el cumplimiento de sus derechos sociales, su participación protagónica y el reconocimiento pleno de sus capacidades creadoras.
En los últimos cinco años de gestión de la Fundación Casa del Artista se ha dado prioridad a la población creadora de adultos y adultas mayores y en estado de vulnerabilidad, mediante su atención integral, personalizada y sostenida en diferentes áreas, desde un concepto biopsicosocial, a fin de generar condiciones de vida para su buen vivir, reconociendo y dignificando su trabajo artístico,  garantizando su inclusión y el disfrute de sus derechos, con énfasis en su seguridad social, promoviendo su participación protagónica y el reconocimiento de sus capacidades creadoras y de esta contribuir en alcanzar la Suprema Felicidad Social del pueblo venezolano creador.

### Visión
Ser la instancia cultural de atención integral del artista a nivel nacional e internacional, en el marco de la seguridad y justicia social, destinada a garantizar su reconocimiento, como bien cultural material e inmaterial del país, que contribuya con el fortalecimiento de la identidad nacional y el alcance de la suprema felicidad social.

### Misión
Promocionar y difundir el desarrollo integral del artista, su creación, el respeto y valoración social, que responda y satisfaga sus necesidades individuales y colectivas, consagradas en los Derechos Culturales de la Constitución de la República Bolivariana de Venezuela, para lograr su bienestar y realización emocional, afectiva y profesional.

## Líneas Sociales

### Atención Integral a la Salud del Artista
Es el conjunto de acciones y gestiones de coordinación con el Sistema Nacional de Salud, a fin de satisfacer las necesidades y requerimientos de los y las artistas, permitiendo su acceso a los programas que brindan asistencia primaria; así como para el establecimiento de convenios con instituciones de salud pública y privadas a nivel regional y nacional.
Servicios:
• Consulta Médica.
• Gestión de solicitudes de ayudas económicas para artistas en situaciones críticas de salud.
• Recepción de documentos para la postulación a la pensión de vejez ante el IVSS y la asignación económica del INASS.
• Jornadas médico-sociales para la comunidad.

### Recreación y Esparcimiento para el Artista
Desarrollar un programa de recreación y esparcimiento desde la Fundación Casa del Artista, que contribuya al mejoramiento de la calidad de vida de artistas, creadores, creadoras, cultora y cultores venezolanos. Este proyecto busca brindar atención integral a las necesidades y requerimiento de recreación y esparcimiento de artistas, favoreciendo su desarrollo biosicosocial.
Servicios:
• Actividades recreativas de Yoga, Tai-Chi, Bailoterapia, Salsa Casino, Cine, entre otros.
• Planificación, organización y ejecución de viajes turísticos nacional e internacional.
• Articulamos con Amazonia Films, y Cinemateca Nacional la reproducción de películas en los Centros de la Diversidad Cultural de cada Estado.

### Formación y Profesionalización del Artista
Es el conjunto de acciones educativas de formación integral y capacitación para el trabajo, concebido y dirigido a los artistas, contribuyendo a su mejoramiento profesional, mediante el reconocimiento de sus saberes, experiencias, competencias y conocimientos artísticos, que promuevan la investigación y la socialización de los fundamentos de la cultura.
Servicios:
• Cursos y talleres de formación dirigidos a artistas y a la comunidad artística.
• “Cátedras Vivas”, conversatorios didácticos con nuestros artistas.
La Fundación Casa del Artista diariamente gestiona los medios, fines y herramientas para el cumplimiento del derecho a la formación, capacitación, mejoramiento y profesionalización de artistas en su área específica de creación así como en todo aquel conocimiento general y saber popular que contribuya a su crecimiento individual y colectivo como creador social.

### Apoyo a las Iniciativas Socio-Productivas y Creativas del Artista
Representa una alternativa de desarrollo económico-social para que los artistas accedan al financiamiento de manera individual o colectiva, fomentando los nuevos valores del modelo socialista y desarrollando actividades productivas de bienes y servicios culturales que eleven su calidad de vida.
Servicios:
• Asesoramiento técnico político para el diseño y presentación de proyectos culturales.
• Enlace institucional para procurar financiamiento de proyectos culturales a través de entes crediticios.
• Seguimiento y acompañamiento en la ejecución de proyectos culturales.
• Realización de jornadas culturales, médico-sociales denominada “Exprésate”.
• Activación de vitrinas culturales, espacios para exposiciones y promoción de los diversos géneros artísticos.

### Activación y Movilización de Redes y Colectivos Culturales
Organizar la participación y movilización de redes, colectivos de artistas a partir de la producción de eventos socioculturales compartidos con las comunidades.
Servicios:
• Apoyo a las comunidades en la celebración del calendario festivo y otras efemérides importantes.
• Ferias artesanales y navideñas.
• Promoción constante el talento artístico, a través de los eventos socioculturales elaborados por la Fundación Casa del Artista en todo el territorio nacional e impulsamos la seguridad laboral de las y los artistas, creadores, creadoras, cultores y cultoras, a través de talleres, charlas y conferencias.

### Reconocimiento y Motivación al Artista
Es el conjunto de instrumentos de reconocimiento y motivación a favor de los y las artistas, creadores, creadoras, cultores y cultoras, compuesto por Premios, Subsidios de Honor, Homenajes Comunitarios, Visitas, Encuentros y Comunicaciones personales o públicas de reconocimiento.
Servicios:
• Edición bianual del Premio Nacional de Cultura.
• Otorgamiento de asignación económica vitalicia a las y los premiados.
• Realización de Homenajes.
La Fundación Casa del Artista formula propuestas de valoración en concordancia con las políticas públicas diseñadas por el Estado, y los lineamientos del Ministerio del Poder Popular para la Cultura, dirigidas al reconocimiento y a la motivación de artistas, creadores, creadoras, cultores y cultoras en pro del mejoramiento de su calidad de vida, desde el punto de vista afectivo, individual y colectivo.
Premio Nacional de Cultura
Es el máximo reconocimiento de convocatoria pública que otorga el Estado Venezolano a los y las artistas, creadores, creadoras, cultores y cultoras con una trayectoria de más de 30 años en nuestro país, quienes son postulados, por las comunidades, colectivos, instituciones y organismos culturales, para ser homenajeados por su invalorable contribución al desarrollo cultural, la preservación de las tradiciones, el rescate de la memoria y el aporte de nuevos hallazgos para la creación estética, a través de su obra.
Desde 1940, la organización del premio ha sido responsabilidad de varias instituciones: Ministerio de Educación, el INCIBA y el CONAC. A partir del 2007, es uno de los compromisos de la Fundación Casa del Artista.
En 73 años el galardón ha sido otorgado a 378 artistas. Actualmente, se premian las siguientes 10 disciplinas: Arquitectura, Artes Plásticas, Cine, Cultura Popular, Danza, Fotografía, Humanidades, Literatura, Música y Teatro.      
Todas y todos pueden postular y ser postulados.

### Promoción y Defensa de los Derechos de los Artistas
Representa el marco legal para la promoción y defensa eficaz de los derechos de los y las artistas, contribuyendo así con su dignificación, respeto y mejoramiento de su creación y producción, como bien cultural tangible e intangible.
Servicios:
• Asesoría y asistencia legal a colectivos artísticos o artistas.
• Talleres, foros y charlas de información acerca de los derechos y deberes de los artistas.
• Se ha brindado asesoría a artistas a nivel Nacional, y se articula con los Comités de Cultura de los Consejos Comunales y Comités de Protección Social al objeto de masificar y extender el radio de acción del programa a todo los colectivos artísticos.

### Voz de los Creadores
Es un espacio instituido desde el año 2003, con el propósito de registrar, conservar, preservar y promover los testimonios sonoros, el material fotográfico y audiovisual de las creadoras y creadores venezolanos de las diferentas áreas artísticas, del saber y la ciencia, quienes nos han legado a la posteridad, -a viva voz- los detalles sobre su vida y obra, con el fin de fortalecer nuestra identidad cultural, promover el desarrollo de nuestro país en todas sus áreas, concientizar y estimular a las nuevas generaciones a conocer y valorar su patrimonio e impulsar la investigación, la enseñanza y el aprendizaje de nuestra historia contemporánea a través de sus hacedores.
El Registro Nacional Voz de los Creadores ha logrado alcanzar el resguardo inmaterial de creadoras y creadores de las diversas manifestaciones artísticas, de la ciencia y del saber, clasificándolas en 8 áreas, apegándonos a los lineamientos del MPPES en su clasificador de la OPSU, las cuales se describen a continuación:
- Ciencias del agro y del mar

- Ingeniería, Arquitectura y Tecnología

- Ciencias de la educación y del deporte

- Humanidades, artes y letras

- Ciencias de la salud

- Ciencias básicas

- Ciencias sociales

Hasta la fecha el Registro Nacional Voz de los Creadores ha logrado realizar el archivo sonoro, fotográfico y audiovisual de 2700 creadores venezolanos e inmigrantes, para posteriormente promover y difundir los detalles sobre la evolución artística y humana de nuestros hacedores, a través de las instituciones culturales nacionales e internacionales del programa radial “Voz de los Creadores” (desde el año 2007, por Radio Nacional de Venezuela, Canal Musical 8.80 AM, martes y jueves de 4:00 p. m. a 5:00 p. m.), transmisión de micros radiales desde el año 2007, por el sistema nacional de medios públicos; Alba Ciudad, YVKE Mundial, red de emisoras comunitarias a nivel nacional y la Radio de Sur, con lo cual se contribuye en la consolidación de la soberanía cultural.

### RESEACC
Constituye una metodología de registro, de información estadística, para conocer la realidad de los y las artistas, creadoras, creadores, cultoras y cultores a nivel nacional, a fin de orientar el diseño y puesta en práctica de las políticas de Atención Integral de la Fundación Casa del Artista.

Objetivos:
• Conocer las condiciones socioeconómicas de artistas, creadoras, creadores, cultoras y cultores, su situación de salud, su seguridad social, vivienda, actividad artística, y condiciones especiales de vida.
• Identificar y cuantificar la población a quienes van dirigidos los programas de la Fundación Casa del Artista. 
• Determinar la distribución geográfica de la población registrada.
Alcances:
• Facilitar un sistema de información de lo específico a lo general de artistas, creadoras, creadores, cultoras y cultores a los organismos pertenecientes a las plataformas del Ministerio del Poder Popular para la Cultura.
• Establecer las necesidades de artistas registradas en materia de seguridad social a fin de activar las alianzas estratégicas necesarias y transversales.
• Ayudar en la implementación de planes para mejorar la calidad de vida de los y las artistas, creadoras, creadores, cultoras y cultores.
• Contribuir al conocimiento de la diversidad artística existente en el país.

## Salas y Espacios

### Sala Juana Sujo
Esta histórica sala puede albergar 473 personas en cómodas butacas, cuenta con consola de iluminación y sonido de 24 canales, 4 camerinos,       telón de boca y de fondo. Fue diseñada para obras de teatro, conferencias,  eventos, actos académicos, espectáculos musicales, conciertos entre otros.

### Sala Doris Wells
Es una sala de carácter experimental,  puede alojar 130 personas, posee consola de iluminación y sonido para  8 canales, 2 camerinos. Se encuentra disponible para conferencias, obras de teatro, actos académicos, musicales, asambleas, proyecciones fílmicas, entre otros, en ambiente íntimo y de fácil interacción con el público.

### Sala Fernando Gómez
Tiene capacidad para recibir a 50 personas, posee consola de iluminación y sonido de 8 canales, telón de boca,  personal de protocolo. El espacio se presta para realizar obras de teatro y monólogos, clases magistrales, cursos para formación, y conversatorios.

### Sala Elsa Morales
Es un espacio destinado al montaje de exposiciones de fotografía, pintura, escultura y artesanía cuya utilización es gratuita a todos los y las artistas que quieran dar a conocer su obra artística en los mencionados géneros

### Estacionamiento de Casa del Artista
| Bandera de Gales          | Sasha (DJ)              | 2004      |
| Bandera de Estados Unidos | Voodoo Glow Skulls      | 2006      |
| Bandera de Estados Unidos | Cannibal Corpse         | 2007-2011 |
| Bandera del Reino Unido   | Carcass                 | 2008      |
| Bandera de Estados Unidos | Lamb of God             | 2010      |
| Bandera de Gales          | Bullet for My Valentine | 2011      |
| Bandera de Estados Unidos | Suicide Silence         | 2011      |
| Bandera de Estados Unidos | The Black Dahlia Murder | 2011      |
| Bandera de Finlandia      | Children of Bodom       | 2011      |
| Bandera de Noruega        | Dimmu Borgir            | 2012      |
| Bandera de Estados Unidos | Hatebreed               | 2012      |
| Bandera de México         | Zoé                     | 2012      |
| Bandera de Estados Unidos | Trivium (banda)         | 2012      |
| Bandera del Reino Unido   | DragonForce             | 2012      |
| Bandera de Suecia         | Avicii                  | 2012      |
| Bandera de Estados Unidos | Joe Satriani            | 2012      |
| Bandera de Estados Unidos | John Petrucci           | 2012      |
| Bandera de Estados Unidos | Steve Morse             | 2012      |
| Bandera del Reino Unido   | Slash (músico)          | 2012      |
| Bandera de Estados Unidos | Myles Kennedy           | 2012      |
| Bandera de Suecia         | Alesso                  | 2013      |
| Bandera de España         | Pablo Alborán           | 2013      |